# Grüngräbchen

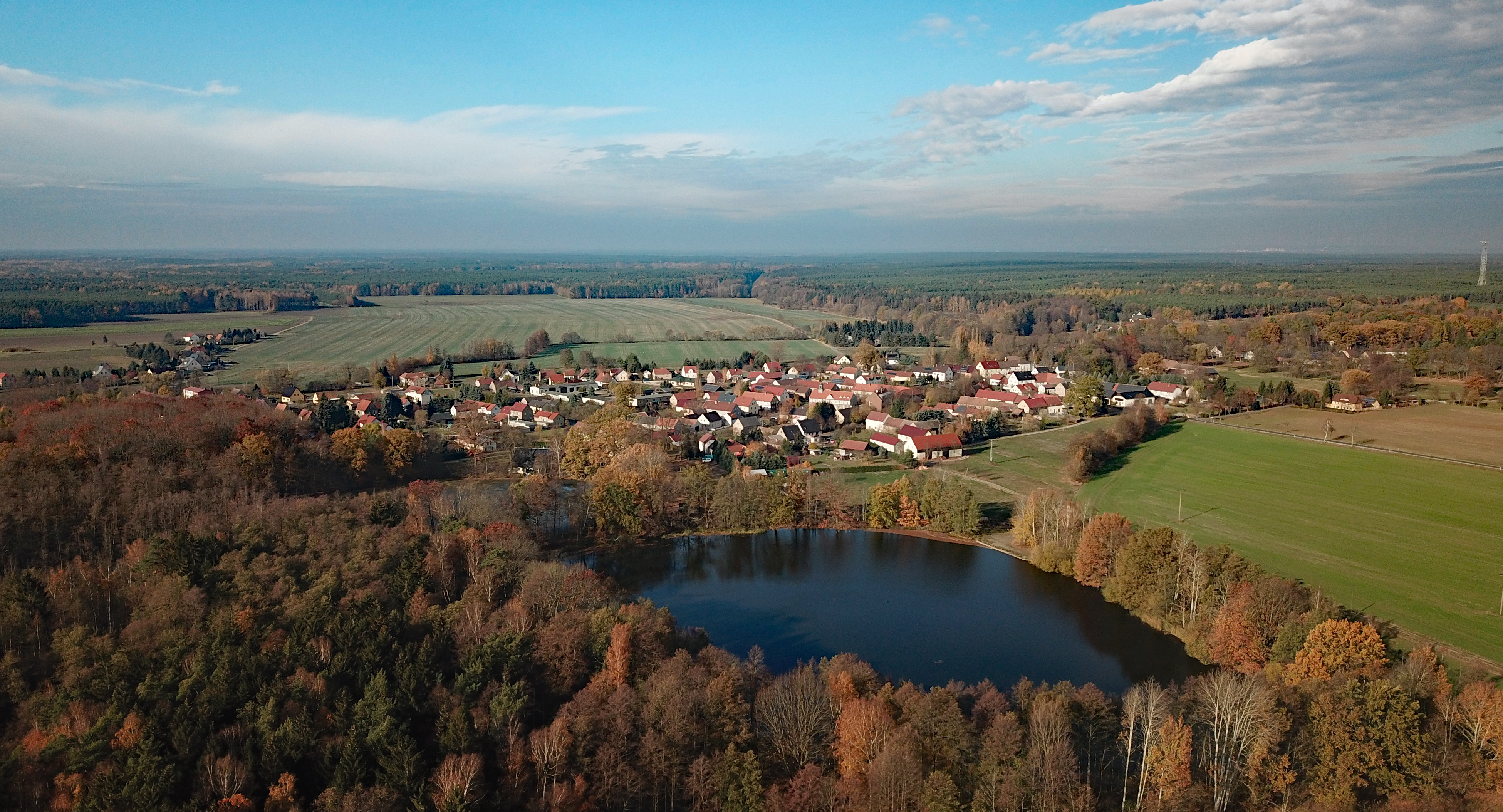
Luftbild

Grüngräbchen (obersorbisch Zelena Hrabowka) ist ein Ortsteil der Gemeinde Schwepnitz im Landkreis Bautzen. Bis zu seiner Eingemeindung 1996 war das Platzdorf eine eigenständige Gemeinde.

## Lage
Grüngräbchen befindet sich etwa drei Kilometer nördlich von Schwepnitz und nordwestlich von Großgrabe, unweit der Landesgrenze von Sachsen und Brandenburg. Durch das Dorf fließt der Wasserstrich, der Bach mündet am nördlichen Ortsausgang in den Saleskbach. Westlich der Gemeinde liegt das größte sächsische Naturschutzgebiet, die Königsbrücker Heide. Die Naturschutzgebiete Erlenbruch-Oberbusch Grüngräbchen und Lugteich bei Grüngräbchen befinden sich südlich bzw. nördlich des Ortes.

## Geschichte

### Ortsgeschichte
Die erste Erwähnung des Ortes als Hongeremsgrabov oder Grabowe ist für das Jahr 1225 verzeichnet, ebenso soll in dieser Zeit das Rittergut Grüngräbchen erbaut worden sein. Der Ort wurde Junkersitz der Markgrafschaft Meißen. Der vom Nachbarort Großgrabe abgeleitete Ortsname änderte sich im Lauf der Jahrhunderte von Grindiggrebichen (1528) über Grebchen (1569) und Grün Gräbichen (1658) zu Grüngräbchen (1768). Im Jahr 1633 waren sämtliche Haushalte des Dorfes von der Pest betroffen. Für das Jahr 1700 verzeichnet ein Rauchsteuer-Cataster in Grüngräbchen 20 Häuser.
1802 wurde das Rittergut Grüngräbchen von dem im selben Jahr geadelten Johann Gottlieb von Wolff (?–1823) erworben. Dieser ließ auf einer naheliegenden Anhöhe 1806 ein neues Schloss Grüngräbchen erbauen. Er war der erste Besitzer des Ritterguts der dort dauerhaft wohnte. Frühere Besitzer hatten es verwalten lassen. Bis 1882 blieb das Rittergut in Familienbesitz. Das Schloss wurde nach 1945 abgerissen.

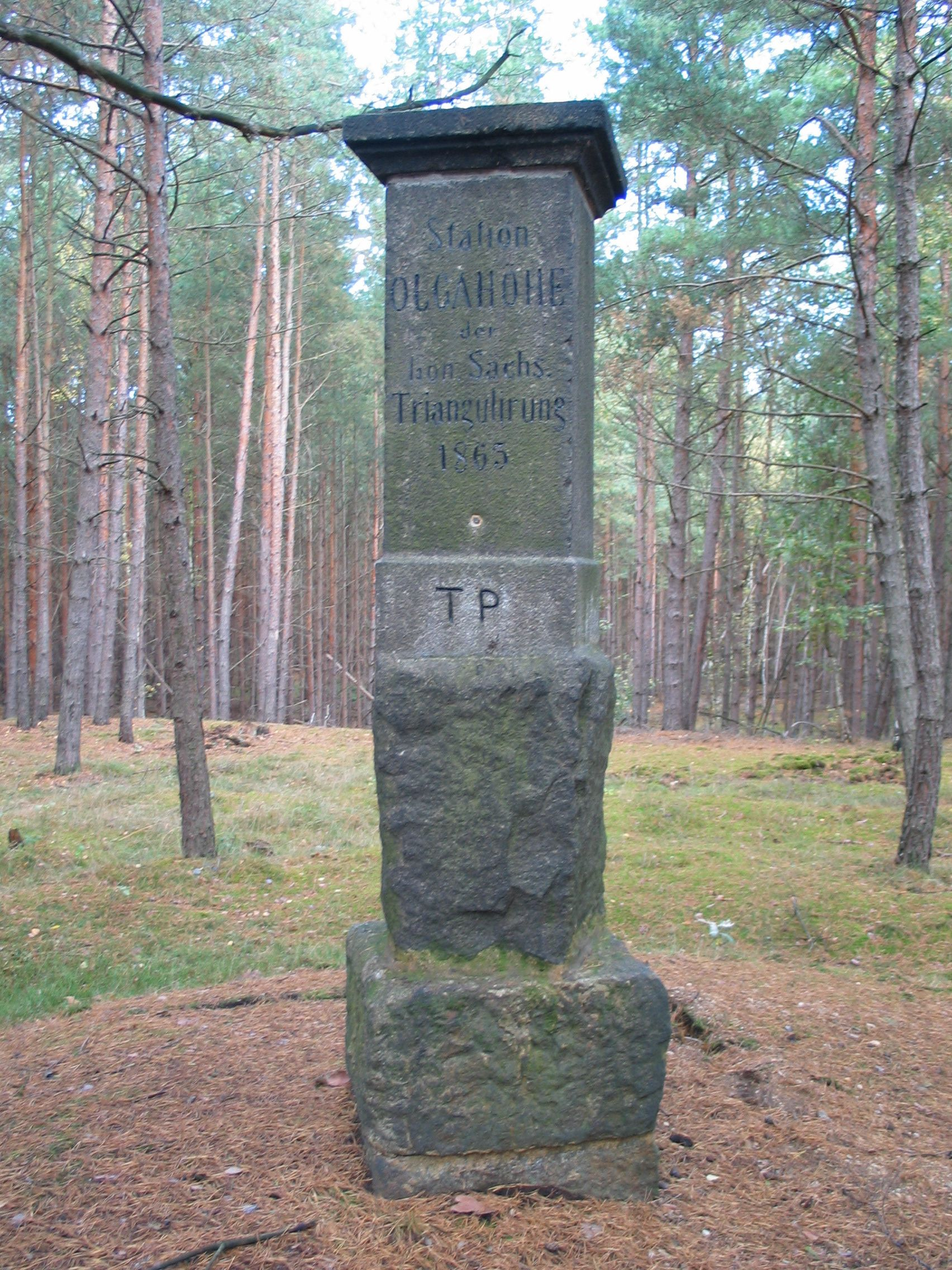
Trigonometrischer Punkt auf der Olgahöhe

Auf dem Plateau des Fuchsberges, der sogenannten Olgahöhe, befindet sich ein Trigonometrischer Punkt 2. Ordnung, der im Jahr 1865 im Zuge der Königlich-Sächsischen Triangulirung errichtet wurde. Die Bezeichnung Olgahöhe erinnert an die Frau des damaligen Besitzers des Ritterguts Grüngräbchen.
Die Brüder Traugott Jacob Rudolf und Traugott Jacob Heinrich aus der sächsischen Gärtnerdynastie Seidel kauften 1897 ein Moorgebiet zwischen Grüngräbchen und Schwepnitz. Ab 1900 betrieb Rudolf die Zucht winterharter Rhododendren, die bis in die Gegenwart von seinen Nachfahren weitergeführt wird.
Grüngräbchen gewann im Jahr 1993 als erster sächsischer Ort eine Goldmedaille im Bundeswettbewerb Unser Dorf soll schöner werden.

### Einwohnerentwicklung
Im Jahr 1777 sind in Grüngräbchen 16 Besessene Mann, fünf Gärtner, 13 Häusler und zwei Wüstungen verzeichnet.
| Jahr      | 1834 | 1871 | 1890 | 1910 | 1925 | 1939 | 1946 | 1950 | 1964 | 1990 | 2015 |
| Einwohner | 274  | 324  | 306  | 394  | 383  | 410  | 446  | 463  | 455  | 407  | 362  |

## Sehenswürdigkeiten
Der Rhododendronpark der Baumschule T. J. Rud. Seidel wird zur Blütezeit jährlich von mehreren tausend Touristen besucht. Der Park, in dem mehr als 300 verschiedene Rhododendronsorten zu sehen sind, basiert auf den Züchtungen des Gründers T. J. Rudolf Seidel und seiner Nachkommen.
Die ehemalige Wassermühle Grüngräbchen wird jährlich zum Deutschen Mühlentag in Betrieb genommen.
Auf einer zentral gelegenen Kreuzung im Ort befindet sich die sogenannte Albertlinde. Im Jahr 1891 wurde an dieser Stelle eine Linde gepflanzt, die zu einem Wahrzeichen des Ortes wurde. Die Linde wurde zwei Mal ersetzt, 1932 durch eine Kastanie und 2013 durch einen Ahornbaum. In der Bevölkerung hat sich die Bezeichnung Albertlinde jedoch erhalten. Der Ahorn wurde, ebenso wie in den 1930er Jahren die Kastanie, von der Baumschule Seidel gepflanzt. Die Entscheidung für einen Ahorn fiel aufgrund dessen Widerstandsfähigkeit gegenüber Abgasen und Salzen.

## Vereine
Das Ortsleben in Grüngräbchen wird durch verschiedene Vereine gestaltet und geprägt. So gibt es zum Beispiel eine Freiwillige Feuerwehr, einen Jugendclub, einen Dorfclub und einen Bienenzüchterverein.